# 충주 우천석·우팽 묘소
충주 우천석·우팽 묘소(忠州 禹天錫·禹伻 墓所)는 충청북도 충주시 산척면 송강리에 있는, 조선시대의 우천석·우팽 묘소이다. 2007년 3월 9일 충청북도의 기념물 제140호로 지정되었다.

## 개요
조선시대 조성된 묘소로 정확한 조성연대는 미상이나 우천석이 1280년(충렬왕 6) 문하시중에 올랐으며, 충주에 장지(장지)를 정한 이래 후손들의 세거지(세거지)가 되었다. 묘표는 1919년에 세워진 것으로 추정된다.
우팽은 우천석의 차자로 우천석 묘소 뒤편에 있는데 조성시기는 조선시대이며 묘표와 문관석은 조성 당시의 것이고 묘비는 1980년에 세웠다.
우천석 묘소는 약160m2정도의 방형분으로 4～5단 쌓아 호석을 두르고 있으며호석의 높이는 90cm이다. 방형의 전면은 263cm, 측면은 550cm이고 상석과 문인석이 있으며 좌측으로는 구묘표가 있으며 문인석은 비교적 정교한 솜씨로 조성되었으며 특히 양쪽 문인석의 모습이 이채롭다.
우팽 묘소도 방형분으로 할석을 4,5단씩 쌓아 호석을 둘렀고 호석의 높이는 60～100cm이다. 전면은 340cm, 측면은 540cm로 석물로는 상석(상석)과 망주석(망주석), 문인석(문인석) 등이 있으며 보존상태는 비교적 양호하다.
할석을 4～5단씩 쌓아 호석을 두른 방형분(방형분)으로 묘소 조성양식상 특이한 면이 있다.
비석의 원문 내용은 다음과 같다.
우천석 묘표의 정면에는 高麗侍中丹陽禹公諱天錫之墓라 하였고, 좌측면에는 歲己未十一月朔朝十七世孫導河元相十八世引河二十世孫泰鼎立라고 새겼다.
우팽 묘표는 정면에 高麗密直副使追封侍中事禹公伻之墓라 새겼으며 좌측면에는 歲己未十一月朔朝十七世孫導河元相十八世引河二十世孫泰鼎立라고 새겼다.
이 묘소들은 별도의 가공을 하지 않은 자연 할석으로 4～ 5단씩 쌓아올려 경사면을 따라 묘가 조성되어 호석의 측면은 앞이 높고 뒷면이 낮은 方形墳이면서 자연 할석으로 호석을 두른 묘제는 지역내에서는 보기드문 예이다.

## 사진

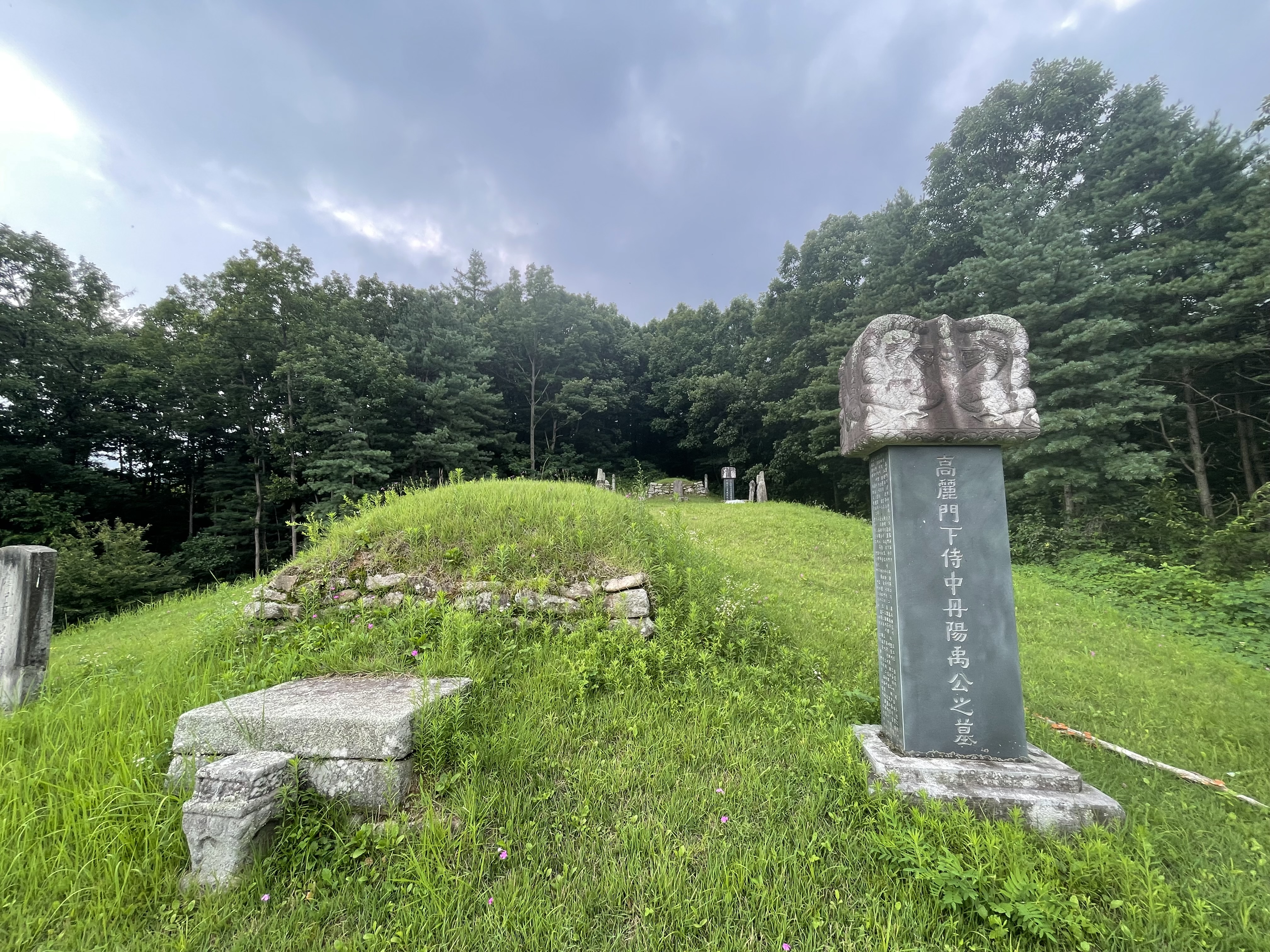
우천석 묘소
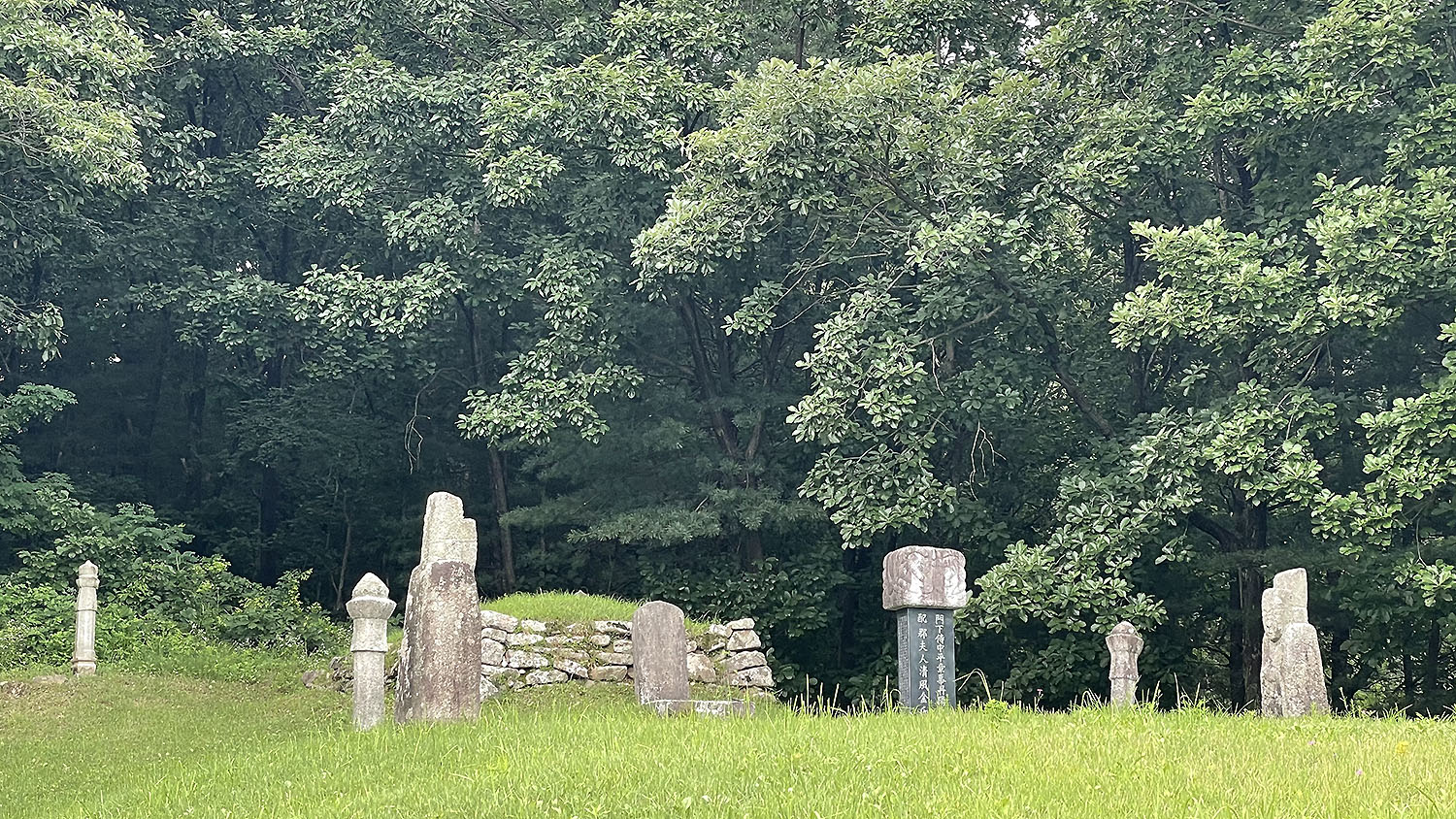
우팽 묘소

## 참고 문헌
- 충주 우천석·우팽 묘소 - 국가유산청 국가유산포털